# Konrad von Waldhausen
Konrad von Waldhausen (auch Konrad Waldhäuser/Waldhauser; * um 1320/25 in/bei Waldhausen in Oberösterreich; † 8. Dezember 1369 in Prag) war einer der ersten Vorläufer der Hussiten in Böhmen und ein bedeutender Sittenprediger des Spätmittelalters. Er wirkte vor allem in Prag, sein Einflussgebiet erstreckte sich jedoch weit über Böhmen hinaus.

## Leben und Wirken
Konrad trat in seiner Jugend in das Stift Waldhausen, das Kloster der Augustinerchorherren seines Geburtsortes, ein. Er studierte vermutlich in Bologna oder in Pavia, das damals Zentrum der verschiedenen Augustinerorden war. Dort kam er in Kontakt mit augustinischem und frühhumanistischem Gedankengut, das später seine Predigten stark beeinflusste. Um 1349 wurde er wohl in Passau, wohin Waldhausen diözesanmäßig gehörte, zum Priester geweiht und wallfahrte anlässlich des Jubeljahrs 1350 nach Rom, wo er mit simonistischen Missständen in der Kirche konfrontiert wurde. Hierdurch motiviert, begann er seine Predigertätigkeit, in welcher er vor allem die sancta ecclesia propagierte. In Rom traf er zudem mit Cola di Rienzo, der im Juli 1350 nach Prag an den Hof König Karls IV. floh, oder zumindest dessen Anhängern zusammen.
Nach seiner Rückkehr trat er zunächst als Prediger in Österreich auf, unter anderem in Wien, wo er am 15. April 1351 auch vor Herzog Albrecht II. predigte. Vermutlich wirkte er in dieser Zeit als Lehrer an der Domschule St. Stephan, aus der sich später die Universität Wien entwickelte. Auch in Wien kam Konrad in Kontakt mit Missständen, etwa die Steuerfreiheit des Klerus, dessen Steuerbetrag auf die städtischen Bürger verteilt wurde. Kritik übte er insbesondere auch an den Bettelmönchen, die entgegen ihrem Armutsideal nach Besitztum strebten. Dies brachte ihm in der Bürgerschicht zahlreiche Freunde ein.
Zu Ostern 1363 trat Waldhauser erstmals in Prag auf, wo er einen derartigen Zulauf erlebte, dass Kaiser Karl IV. auf ihn aufmerksam wurde. Dieser war bestrebt, hervorragende Persönlichkeiten um sich zu versammeln, und so veranlasste er, dass der erste Prager Erzbischof Ernst von Pardubitz dem Reformprediger Konrad am 17. September 1363 die Pfarrei Allerheiligen in Leitmeritz in Böhmen übertrug. Waldhauser setzte dort einen Stellvertreter ein, um weiter in Prag wirken zu können, wo er in der Pfarrei St. Gallus, entgegen einem Verbot der Synode von Toulouse (1229), in deutscher Sprache predigte. Bei diesen Predigten war auch das Kaiserehepaar mehrfach zugegen. Gegenüber der Galluskirche befand sich zudem das Collegium Carolinum, dessen Studenten sicher auch zu Waldhausers Zuhörerschaft zählten. Für diese gab er auch eine Postille heraus, in welche er sein humanistisches Gedankengut einfließen ließ.
Seine Gegner kritisierten ihn wohl für die Pfarrei Allerheiligen in Leitmeritz, die eben eine solche Pfründe sei, wie er sie selbst in seinen Predigten als Vergehen bezeichne, so dass er 1365 die Pfarrei Maria Tein in Prag übernahm, die er nun selbst verwalten konnte.
Waldhauser predigte sehr erfolgreich und gefährdete damit unter anderem das Einkommen der Bettelmönche, so dass diese unter anderem in Saaz seine Auftritte zu stören versuchten. Am 7. Juni 1366 wurde er dann im Vatikan der Häresie angeklagt, so dass er 1368 zum Papst reisen musste, der von 1367 bis 1370 vorübergehend wieder in Rom residierte. In einem erhaltenen Brief von ihm aus dem Jahre 1369 bittet er um Geld für die Prozessführung. Diverse Fürsprecher Waldhausers, darunter auch Kardinal Grimoard, der Bruder Papst Urbans V., versuchten erfolglos, den Prozess zu verhindern. Konrad wartete das Ende des Prozesses jedoch nicht ab, sondern reiste 1369 unter dem Schutz Karls IV. nach Böhmen zurück, wo er am 8. Dezember 1369 starb, so dass ihm eine weitere Verfolgung als Ketzer erspart blieb.
Benesch von Weitmühl, der Geschichtsschreiber Böhmens und Freund des Kaisers, rühmt in seiner Chronik der Prager Kirche die Wortgewalt des Predigers Conradus.

## Rezeption
Konrad von Waldhausen beeinflusste die tschechischen Reformprediger Johannes Milicius und Jan Hus.

## Werke
- Konrads Hauptwerk Postilla studentium sanctae Pragensis universitatis[5], eine Sammlung von 72 Sonntagspredigten als Schulbeispiele für Studierende der Universität Prag, war in ganz Mitteleuropa verbreitet.[6] Von der Postille sind über 100 Handschriften erhalten.[7]
- Eine gekürzte Version Postilla accurata (gelegentlich auch als Postilla accurtata angeführt) mit nur 22 Predigten wurde auch ins Tschechische übersetzt. Das Original befindet sich in Olmütz.[6]
- Die Verteidigungsschrift Apologia vom Mai 1364 war für Erzherzog Rudolf IV. bestimmt. Eine Fassung mit dem Titel Accusationes mendicantium wurde im 17. Jahrhundert von Bohuslav Balbín in Krummau gefunden.[6]
- Eine Predigt auf den Tod des Erzbischofs von Pardubitz aus dem Jahr 1364 befindet sich in St. Pölten.[6]
- Eine Handschrift zur Interpretation der Schriften des Valerius Maximus mit dem Titel Applicatio sententiarium Valerii Maximi ad theologiam befindet sich in der Klosterbibliothek von Stift Göttweig.[6]

Von den deutschsprachigen Predigten Konrads, die seinen Ruhm begründeten und seine Anliegen unmittelbar zum Ausdruck brachten, hat sich keine einzige erhalten.

## Würdigung
In den tschechischen Städten Černošice, Havlíčkův Brod, Kutná Hora und Vodňany wurden die Straßen namens ulice Waldhauserova nach Konrad Waldhauser benannt.